# Fraaie iepenvouwmot
De fraaie iepenvouwmot (Phyllonorycter schreberella) is een vlinder uit de familie mineermotten (Gracillariidae). De wetenschappelijke naam is voor het eerst geldig gepubliceerd in 1781 door Fabricius.
De soort komt voor in Europa.